# Пустырь (двор)

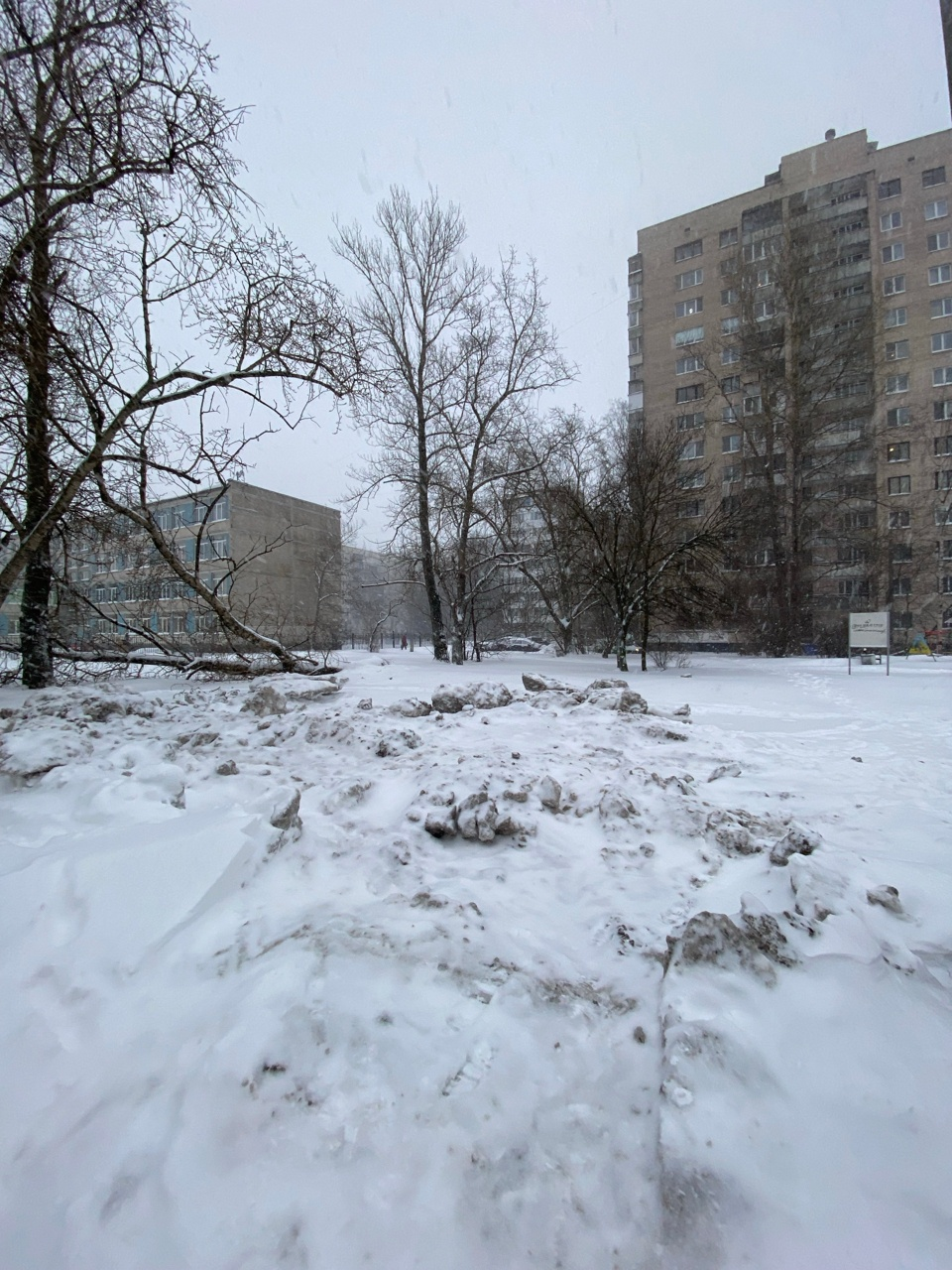
Пустырь на окраине Петербурга (Купчино)

Пустырь — незастроенный, естественный участок двора, часто поросший луговой растительностью (сорняками) и деревьями. Фактически представляют собой зоны естественного городского озеленения («безымянные парки»). Часто имеют славу «неухоженных» городских пространств, которые захламляются, превращаются в нелегальные свалки и парковки.
Пустыри нередко подвергаются дальнейшей застройке, а также включаются в программы по благоустройству и созданию комфортной среды, превращаясь в скверы и спортивные площадки.